# Dmitri Zhivogliádov
Dmitri Víktorovich Zhivogliádov (en ruso: Дми́трий Ви́кторович Живогля́дов; Dubná, Moscú, Rusia, 29 de mayo de 1994) es un futbolista ruso que juega de defensa.

## Trayectoria
Formado en la cantera del F. C. Dinamo Moscú, debutó profesionalmente el 8 de agosto de 2015 contra el FC Anzhí Makhachkalá en la Liga Premier de Rusia.
El 11 de junio de 2019 firmó un contrato por cuatro años con el Lokomotiv de Moscú. Pasado ese tiempo siguió su carrera en el F. C. Pari Nizhni Nóvgorod, equipo en el que estuvo hasta mediados de octubre de 2024.

## Estadísticas
Actualizado al último partido disputado el 20 de mayo de 2024.
| Club                               | Div.          | Temporada     | Liga  | Liga  | Copas nacionales | Copas nacionales | Copas internacionales | Copas internacionales | Total | Total |
| Club                               | Div.          | Temporada     | Part. | Goles | Part.            | Goles            | Part.                 | Goles                 | Part. | Goles |
| ---------------------------------- | ------------- | ------------- | ----- | ----- | ---------------- | ---------------- | --------------------- | --------------------- | ----- | ----- |
| F. C. Dinamo Moscú · Rusia         | 1.ª           | 2015-16       | 21    | 0     | 2                | 0                | ―                     | ―                     | 23    | 0     |
| F. C. Dinamo Moscú · Rusia         | Total club    | Total club    | 21    | 0     | 2                | 0                | 0                     | 0                     | 23    | 0     |
| F. C. Ufa · Rusia                  | 1.ª           | 2016-17       | 20    | 0     | 4                | 0                | ―                     | ―                     | 24    | 0     |
| F. C. Ufa · Rusia                  | 1.ª           | 2017-18       | 28    | 2     | 0                | 0                | ―                     | ―                     | 28    | 2     |
| F. C. Ufa · Rusia                  | 1.ª           | 2018-19       | 23    | 0     | 0                | 0                | 6                     | 0                     | 29    | 0     |
| F. C. Ufa · Rusia                  | Total club    | Total club    | 71    | 2     | 4                | 0                | 6                     | 0                     | 81    | 2     |
| F. C. Lokomotiv Moscú · Rusia      | 1.ª           | 2019-20       | 14    | 0     | 2                | 0                | 0                     | 0                     | 16    | 0     |
| F. C. Lokomotiv Moscú · Rusia      | 1.ª           | 2020-21       | 24    | 0     | 2                | 0                | 6                     | 0                     | 32    | 0     |
| F. C. Lokomotiv Moscú · Rusia      | 1.ª           | 2021-22       | 21    | 0     | 1                | 0                | 3                     | 0                     | 25    | 0     |
| F. C. Lokomotiv Moscú · Rusia      | 1.ª           | 2022-23       | 16    | 0     | 5                | 0                | ―                     | ―                     | 21    | 0     |
| F. C. Lokomotiv Moscú · Rusia      | Total club    | Total club    | 75    | 0     | 10               | 0                | 9                     | 0                     | 94    | 0     |
| F. C. Pari Nizhni Nóvgorod · Rusia | 1.ª           | 2023-24       | 15    | 0     | 2                | 0                | ―                     | ―                     | 17    | 0     |
| F. C. Pari Nizhni Nóvgorod · Rusia | Total club    | Total club    | 15    | 0     | 2                | 0                | 0                     | 0                     | 17    | 0     |
| Total carrera                      | Total carrera | Total carrera | 182   | 2     | 18               | 0                | 15                    | 0                     | 215   | 2     |
| 1. 2.                              |               |               |       |       |                  |                  |                       |                       |       |       |

## Palmarés

### Títulos nacionales
| Título             | Club                  | País  | Año  |
| ------------------ | --------------------- | ----- | ---- |
| Supercopa de Rusia | F. C. Lokomotiv Moscú | Rusia | 2019 |
| Copa de Rusia      | F. C. Lokomotiv Moscú | Rusia | 2021 |